# 宍甘太郎兵衛
宍甘 太郎兵衛（しじかい たろうべえ）は、安土桃山時代の武将。宇喜多氏の家臣。知行1210石。

## 略歴
天正9年（1581年）の八浜合戦では毛利氏を退け、八浜七本槍の一人として名を轟かせる。
関ヶ原の戦いの折には、老齢により留守居役として弟・太郎右衛門と岡山城に留まり、城代・浮田宗勝を補佐した。宇喜多家の属する西軍が敗れた後、岡山城の接収に来た戸川達安・宇喜多詮家に無事城を明け渡すのに貢献した。隠退先は不明。
現在でも岡山では宍甘姓が多く見られ、太郎兵衛の末裔もしくは親類系の子孫と思われる。